# Grande Prêmio da Alemanha de Motovelocidade de 2009
O Grande Prêmio da Alemanha de 2009 foi a nona etapa da Temporada de MotoGP de 2009. Aconteceu entre os dias 17 e 19 de julho de 2009 no Sachsenring.

## Classificação da MotoGP
| Pos | No | Piloto           | Construtor | Voltas | Tempo/Aband. | Grid | Pontos |
| --- | -- | ---------------- | ---------- | ------ | ------------ | ---- | ------ |
| 1   | 46 | Valentino Rossi  | Yamaha     | 30     | 41:21.769    | 1    | 25     |
| 2   | 99 | Jorge Lorenzo    | Yamaha     | 30     | +0.099       | 2    | 20     |
| 3   | 3  | Dani Pedrosa     | Honda      | 30     | +2.899       | 8    | 16     |
| 4   | 27 | Casey Stoner     | Ducati     | 30     | +10.226      | 3    | 13     |
| 5   | 15 | Alex de Angelis  | Honda      | 30     | +21.522      | 5    | 11     |
| 6   | 24 | Toni Elias       | Honda      | 30     | +30.852      | 17   | 10     |
| 7   | 33 | Marco Melandri   | Kawasaki   | 30     | +31.301      | 13   | 9      |
| 8   | 69 | Nicky Hayden     | Ducati     | 30     | +31.726      | 4    | 8      |
| 9   | 5  | Colin Edwards    | Yamaha     | 30     | +32.865      | 7    | 7      |
| 10  | 52 | James Toseland   | Yamaha     | 30     | +43.926      | 14   | 6      |
| 11  | 65 | Loris Capirossi  | Suzuki     | 30     | +57.375      | 9    | 5      |
| 12  | 88 | Niccolò Canepa   | Ducati     | 30     | +1:00.539    | 15   | 4      |
| 13  | 7  | Chris Vermeulen  | Suzuki     | 30     | +1:03.645    | 12   | 3      |
| 14  | 36 | Mika Kallio      | Ducati     | 30     | +1:04.155    | 10   | 2      |
| 15  | 41 | Gábor Talmácsi   | Honda      | 29     | +1 volta     | 16   | 1      |
| Ret | 4  | Andrea Dovizioso | Honda      | 25     | Abandono     | 11   |        |
| Ret | 14 | Randy de Puniet  | Honda      | 0      | Acidente     | 6    |        |

## Classificação da 250cc
A corrida de 250cc estava programada para 29 voltas, porém, devido a forte chuva, foi interrompida com bandeira vermelha e reiniciada com a previsão de encerramento em 19 voltas.
| Pos | No | Piloto              | Construtor | Voltas | Tempo/Aband. | Grid | Pontos |
| --- | -- | ------------------- | ---------- | ------ | ------------ | ---- | ------ |
| 1   | 58 | Marco Simoncelli    | Gilera     | 19     | 27:11.034    | 1    | 25     |
| 2   | 6  | Alex Debón          | Aprilia    | 19     | +0.479       | 7    | 20     |
| 3   | 19 | Álvaro Bautista     | Aprilia    | 19     | +0.528       | 3    | 16     |
| 4   | 4  | Hiroshi Aoyama      | Honda      | 19     | +0.866       | 4    | 13     |
| 5   | 40 | Héctor Barberá      | Aprilia    | 19     | +1.260       | 2    | 11     |
| 6   | 55 | Héctor Faubel       | Honda      | 19     | +5.972       | 8    | 10     |
| 7   | 41 | Aleix Espargaró     | Aprilia    | 19     | +8.721       | 9    | 9      |
| 8   | 12 | Thomas Lüthi        | Aprilia    | 19     | +8.762       | 11   | 8      |
| 9   | 35 | Raffaele de Rosa    | Honda      | 19     | +19.176      | 17   | 7      |
| 10  | 15 | Roberto Locatelli   | Gilera     | 19     | +27.950      | 14   | 6      |
| 11  | 25 | Alex Baldolini      | Aprilia    | 19     | +29.601      | 12   | 5      |
| 12  | 52 | Lukáš Pešek         | Aprilia    | 19     | +38.299      | 13   | 4      |
| 13  | 48 | Shoya Tomizawa      | Honda      | 19     | +51.940      | 18   | 3      |
| 14  | 16 | Jules Cluzel        | Aprilia    | 19     | +52.919      | 15   | 2      |
| 15  | 8  | Bastién Chesaux     | Honda      | 19     | +1'06.786    | 23   | 1      |
| 16  | 7  | Axel Pons           | Aprilia    | 19     | +1'20.573    | 24   |        |
| 17  | 54 | Toby Markham        | Aprilia    | 18     | +1 volta     | 22   |        |
| 18  | 10 | Imre Tóth           | Aprilia    | 18     | +1 volta     | 19   |        |
| 19  | 66 | Joakim Stensmo      | Honda      | 17     | +2 voltas    | 25   |        |
| 20  | 53 | Valentin Debise     | Honda      | 15     | +4 voltas    | 21   |        |
| Ret | 75 | Mattia Pasini       | Aprilia    | 16     | Acidente     | 6    |        |
| Ret | 63 | Mike Di Meglio      | Aprilia    | 16     | Acidente     | 10   |        |
| Ret | 17 | Karel Abrahám       | Aprilia    | 8      | Abandono     | 5    |        |
| Ret | 56 | Vladimir Leonov     | Aprilia    | 0      | Acidente     | 20   |        |
| DNS | 14 | Ratthapark Wilairot | Honda      |        | Não largou   | 16   |        |
| DNQ | 67 | Robin Halen         | Aprilia    |        |              |      |        |
| DNQ | 65 | Marcel Becker       | Yamaha     |        |              |      |        |

## Classificação da 125cc
| Pos | No | Piloto               | Construtor | Voltas | Tempo/Aband. | Grid | Pontos |
| --- | -- | -------------------- | ---------- | ------ | ------------ | ---- | ------ |
| 1   | 60 | Julián Simón         | Aprilia    | 27     | 39'57.337    | 1    | 25     |
| 2   | 33 | Sergio Gadea         | Aprilia    | 27     | +9.415       | 14   | 20     |
| 3   | 6  | Joan Olivé           | Derbi      | 27     | +17.559      | 12   | 16     |
| 4   | 18 | Nicolás Terol        | Aprilia    | 27     | +17.587      | 5    | 13     |
| 5   | 44 | Pol Espargaró        | Derbi      | 27     | +19.740      | 19   | 11     |
| 6   | 11 | Sandro Cortese       | Derbi      | 27     | +20.778      | 15   | 10     |
| 7   | 29 | Andrea Iannone       | Aprilia    | 27     | +20.908      | 22   | 9      |
| 8   | 99 | Danny Webb           | Aprilia    | 27     | +38.221      | 17   | 8      |
| 9   | 77 | Dominique Aegerter   | Derbi      | 27     | +38.434      | 23   | 7      |
| 10  | 71 | Tomoyoshi Koyama     | Loncin     | 27     | +40.085      | 13   | 6      |
| 11  | 35 | Randy Krummenacher   | Aprilia    | 27     | +44.127      | 33   | 5      |
| 12  | 78 | Marcel Schrötter     | Honda      | 27     | +45.051      | 4    | 4      |
| 13  | 39 | Luis Salom           | Aprilia    | 27     | +59.604      | 30   | 3      |
| 14  | 16 | Cameron Beaubier     | KTM        | 27     | +1:18.157    | 28   | 2      |
| 15  | 79 | Daniel Kartheininger | Honda      | 27     | +1:20.825    | 26   | 1      |
| 16  | 93 | Marc Márquez         | KTM        | 27     | +1:25.137    | 3    |        |
| 17  | 7  | Efrén Vázquez        | Derbi      | 27     | +1:30.427    | 8    |        |
| 18  | 69 | Lukas Sembera        | Aprilia    | 27     | +1:30.528    | 20   |        |
| 19  | 53 | Jasper Iwema         | Honda      | 26     | +1 volta     | 11   |        |
| 20  | 32 | Lorenzo Savadori     | Aprilia    | 26     | +1 volta     | 25   |        |
| 21  | 76 | Toni Finsterbusch    | Honda      | 26     | +1 volta     | 29   |        |
| 22  | 80 | Damien Raemy         | Honda      | 26     | +1 volta     | 35   |        |
| 23  | 14 | Johann Zarco         | Aprilia    | 26     | +1 volta     | 34   |        |
| 24  | 87 | Luca Marconi         | Aprilia    | 26     | +1 volta     | 32   |        |
| Ret | 45 | Scott Redding        | Aprilia    | 19     | Abandono     | 24   |        |
| Ret | 17 | Stefan Bradl         | Aprilia    | 18     | Acidente     | 16   |        |
| Ret | 73 | Takaaki Nakagami     | Aprilia    | 17     | Abandono     | 7    |        |
| Ret | 24 | Simone Corsi         | Aprilia    | 16     | Abandono     | 9    |        |
| Ret | 94 | Jonas Folger         | Aprilia    | 15     | Acidente     | 21   |        |
| Ret | 88 | Michael Ranseder     | Aprilia    | 8      | Acidente     | 10   |        |
| Ret | 8  | Lorenzo Zanetti      | Aprilia    | 6      | Abandono     | 18   |        |
| Ret | 81 | Eeki Kuparinen       | Honda      | 4      | Acidente     | 31   |        |
| Ret | 38 | Bradley Smith        | Aprilia    | 4      | Acidente     | 2    |        |
| Ret | 12 | Esteve Rabat         | Aprilia    | 1      | Acidente     | 27   |        |
| Ret | 5  | Alexis Masbou        | Loncin     | 1      | Acidente     | 6    |        |
| DNQ | 10 | Luca Vitali          | Aprilia    |        |              |      |        |